# アルセナルFC
アルセナル・フトボル・クルブ（スペイン語: Arsenal Fútbol Club, スペイン語発音: [arˈsenal ˈfutβol ˈkluβ]）は、アルゼンチン・ブエノスアイレス州アベジャネーダ・パルティードのサランディ地区を本拠地とするサッカークラブである。アルセナル・デ・サランディ（スペイン語: Arsenal de Sarandí, [arˈsenal de saɾanˈdi]）とも呼ばれる。
アベジャネーダ・パルティードはブエノスアイレスの南部郊外にあり、マタンサ川でブエノスアイレスと隔てられている。同じアベジャネーダ・パルティードのアベジャネーダ市にはラシン・クラブとCAインデペンディエンテが本拠地を置いている。クラブ名はイングランドの名門アーセナルFCに、クラブカラーはラシン・クラブ（水色）とCAインデペンディエンテ（赤）に由来する。

## 歴史
アルゼンチンサッカー協会 (AFA) 元会長のフリオ・グロンドーナ（インデペンディエンテのサポーターでもあった）と弟のエクトル・グロンドーナによって1957年に創設された。
2006年にスペインのFCバルセロナと若手選手の育成を目的とする業務提携を結んだ。2007年にはコパ・スダメリカーナで優勝し、クラブ史上初となる国際タイトルを獲得。なお、本来のアルセナルのホームスタジアムであるエスタディオ・フリオ・ウンベルト・グロンドーナが規定の観客収容人数を満たしていなかったため、急遽ラシン・クラブのホームスタジアムであるエスタディオ・プレシデンテ・ペロンで行われた。この試合の放送で解説を担当した亘崇詞によると、アルセナルの選手全員の給料を足しても、クラブ・アメリカのフェデリコ・インスア一人の給料に満たないという。2008年にはスルガ銀行チャンピオンシップでJリーグカップ（ナビスコカップ）王者のガンバ大阪に勝利して優勝した。2012年のコパ・リベルタドーレスではボカ・ジュニアーズ（アルゼンチン）、フルミネンセFC（ブラジル）、サモラFC（ベネズエラ）と同組となったが、ボカとフルミネンセの壁は厚く、2勝（ともにサモラFCから）4敗のグループ3位でグループリーグ敗退となった。クラウスーラ2012ではクリスティアン・カンペストリーニ、ギジェルモ・ブルディッソ、フェリクス・レギサモンなどを擁し、組織力と守備力を武器に上位を保ち続け、第18節では優勝争いのライバルボカ・ジュニアーズにラ・ボンボネーラで3-0と完勝した。CAティグレと同勝ち点ながら得失点差で上回り、首位で最終節を迎えると、最終節ではCAベルグラーノを1-0で下し、リーグ初優勝を決めた。

## ライバル
アルセナルのライバルはキルメスAC、ラシン・クラブ、CAインデペンディエンテである。

## タイトル

### 国内タイトル
- スーペルリーガ : 1回
  - 2011-12C
- コパ・アルヘンティーナ : 1回
  - 2012-13
- スーペルコパ・アルヘンティーナ : 1回
  - 2012
- プリメーラC (4部) : 1回
  - 1964
- プリメーラD (5部) : 1回
  - 1962

### 国際タイトル
- コパ・スダメリカーナ : 1回
  - 2007
- Jリーグカップ/コパ・スダメリカーナ王者決定戦 : 1回
  - 2008

## 過去の成績
| シーズン | シーズン       | ディビジョン     | 順位 | 試合数 | 勝 | 分 | 敗 | 得点 | 失点 | 勝ち点 | 備考                                    |
| -------- | -------------- | ---------------- | ---- | ------ | -- | -- | -- | ---- | ---- | ------ | --------------------------------------- |
| 2006-07  | アペルトゥーラ | プリメーラ       | 5    | 19     | 9  | 5  | 5  | 26   | 22   | 32     |                                         |
| 2006-07  | クラウスーラ   | プリメーラ       | 5    | 19     | 8  | 6  | 5  | 31   | 24   | 30     |                                         |
| 2007-08  | アペルトゥーラ | プリメーラ       | 12   | 19     | 7  | 5  | 7  | 19   | 24   | 26     | コパ・スダメリカーナ2007 優勝           |
| 2007-08  | クラウスーラ   | プリメーラ       | 10   | 19     | 7  | 4  | 8  | 22   | 25   | 25     | スルガ銀行チャンピオンシップ2008 優勝   |
| 2008-09  | アペルトゥーラ | プリメーラ       | 6    | 19     | 8  | 4  | 7  | 26   | 27   | 28     | コパ・スダメリカーナ2008 ベスト16       |
| 2008-09  | クラウスーラ   | プリメーラ       | 18   | 19     | 4  | 6  | 9  | 19   | 30   | 18     |                                         |
| 2009-10  | アペルトゥーラ | プリメーラ       | 12   | 19     | 7  | 6  | 6  | 20   | 24   | 27     |                                         |
| 2009-10  | クラウスーラ   | プリメーラ       | 18   | 19     | 5  | 4  | 10 | 19   | 33   | 19     |                                         |
| 2010-11  | アペルトゥーラ | プリメーラ       | 3    | 19     | 9  | 5  | 5  | 22   | 19   | 32     |                                         |
| 2010-11  | クラウスーラ   | プリメーラ       | 10   | 19     | 6  | 7  | 6  | 25   | 22   | 25     |                                         |
| 2011-12  | アペルトゥーラ | プリメーラ       | 13   | 19     | 6  | 6  | 7  | 21   | 20   | 24     | コパ・スダメリカーナ2011 ベスト16       |
| 2011-12  | クラウスーラ   | プリメーラ       | 1    | 19     | 11 | 5  | 3  | 30   | 15   | 38     | コパ・リベルタドーレス2012 GS敗退       |
| 2012-13  | イニシアル     | プリメーラ       | 7    | 19     | 9  | 4  | 6  | 19   | 22   | 31     | コパ・アルヘンティーナ2012-13 優勝      |
| 2012-13  | フィナール     | プリメーラ       | 8    | 19     | 8  | 5  | 6  | 25   | 22   | 29     | コパ・リベルタドーレス2013 GS敗退       |
| 2013-14  | イニシアル     | プリメーラ       | 5    | 19     | 7  | 9  | 3  | 22   | 19   | 30     |                                         |
| 2013-14  | フィナール     | プリメーラ       | 17   | 19     | 5  | 3  | 11 | 19   | 28   | 18     | コパ・リベルタドーレス2014 準々決勝敗退 |
| 2014     | -              | プリメーラ       | 9    | 19     | 7  | 5  | 7  | 27   | 25   | 26     |                                         |
| 2015     | -              | プリメーラ       | 28   | 30     | 7  | 6  | 17 | 25   | 44   | 27     |                                         |
| 2016     | -              | プリメーラ ソナ1 | 4    | 16     | 8  | 3  | 5  | 21   | 15   | 27     |                                         |
| 2016-17  | -              | プリメーラ       |      |        |    |    |    |      |      |        |                                         |

## 現所属メンバー
2022年3月20日現在
注：選手の国籍表記はFIFAの定めた代表資格ルールに基づく。
| No. | Pos. |              | 選手名                     |
| --- | ---- | ------------ | -------------------------- |
| 1   | GK   | アルゼンチン | アクセル・ウェルネル       |
| 2   | DF   | アルゼンチン | イグナシオ・ガリグリオ     |
| 3   | DF   | アルゼンチン | ルーカス・スアレス         |
| 4   | DF   | アルゼンチン | クリスティアン・チミーノ   |
| 5   | MF   | アルゼンチン | ダルド・ミロク             |
| 7   | FW   | パラグアイ   | クリスティアン・コルマン   |
| 8   | MF   | アルゼンチン | ブライアン・リベロ         |
| 9   | FW   | アルゼンチン | フランシスコ・アパオラーサ |
| 10  | MF   | アルゼンチン | ファクンド・クルスプスキ   |
| 11  | FW   | アルゼンチン | ルーカス・ブロチェロ       |
| 12  | GK   | アルゼンチン | アレハンドロ・リベロ       |
| 13  | DF   | アルゼンチン | ホアキン・ポンボ           |
| 14  | DF   | アルゼンチン | ゴンサロ・ゴニ             |
| 15  | DF   | アルゼンチン | ダミアン・ペレス           |
| 16  | MF   | アルゼンチン | エミリアーノ・ビベロス     |
| 18  | DF   | アルゼンチン | フリアン・ナバス           |

| No. | Pos. |              | 選手名                   |
| --- | ---- | ------------ | ------------------------ |
| 19  | DF   | アルゼンチン | レオナルド・マルチ       |
| 20  | FW   | アルゼンチン | アレクサンデル・ディアス |
| 21  | MF   | アルゼンチン | レオネル・ピッコ         |
| 22  | MF   | アルゼンチン | ブライアン・サンチェス   |
| 23  | GK   | アルゼンチン | アレハンドロ・メディーナ |
| 24  | MF   | アルゼンチン | アレホ・アンティレフ     |
| 25  | FW   | メキシコ     | シャイル・モアメド       |
| 26  | DF   | アルゼンチン | フランコ・マルティネス   |
| 27  | FW   | アルゼンチン | セバスティアン・ロモナコ |
| 28  | MF   | ウルグアイ   | ウィリアム・マチャド     |
| 29  | FW   | コロンビア   | エドウィン・トーレス     |
| 30  | MF   | アルゼンチン | マウロ・ピットン         |
| 31  | DF   | アルゼンチン | イバン・カブレラ         |
| 32  | DF   | アルゼンチン | アクセル・カリオン       |
| 33  | FW   | アルゼンチン | ホアキン・イバニェス     |

監督
- レオナルド・マデロン

## 歴代監督
- ロベルト・イトゥリエタ (1989-1994)
- ロベルト・フェレイロ (1994-1995)
- ウンベルト・グロンドーナ (1995)
- ロベルト・イトゥリエタ (1995-1997)
- ロベルト・フェレイロ (1997-1998)
- ホセ・マリア・ビアンコ (1998-2001)
- ロベルト・マリアーニ (2001)
- ホルヘ・ブルチャガ (2002-2005)
- マリア・ビアンコ (2005-2006)
- ミゲル・アンヘル・ロペス (2006)
- グスタボ・アルファロ (2006-2008)
- ダニエル・ガルネロ (2008-2009)
- ホルヘ・ブルチャガ (2009-2010)
- グスタボ・アルファロ (2010-2014)
- マルティン・パレルモ (2014-2015)
- リカルド・カルーソ・ロンバルディ (2015)
- セルヒオ・ロンディーナ (2015-2016)
- ルーカス・ベルナルディ (2016)
- ウンベルト・グロンドーナ (2016-2017)
- セルヒオ・ロンディーナ (2018-2021)
- イスラエル・ダモンテ (2021)
- レオナルド・マデロン (2022)
- カルロス・ルイス (2023)
- フェデリコ・ビラル (2023)
- トビアス・コーアン (2024)
- ホセ・マリア・ビアンコ (2024)
- マルティン・ロロン (2025-)

## 歴代所属選手

### DF
- カルロス・ルイス 1993-2008
- ダリオ・エスピノラ 1993-2010
- ネストル・クラウセン 1997-1998
- マティアス・マンリケ 2002-2004

- イブラヒム・セカギャ 2005-2007
- アニバル・マテジャン 2007-2010
- ホシマル・モスケラ 2007-2009

### MF
- クリスティアン・ゴメス 2002-2004
- ロマン・マルティネス 2003-2006

- パプ・ゴメス 2005-2008
- パブロ・ガルニエル 2006-2008

### FW
- ホルヘ・ブルチャガ 1979-1981
- ヘルマン・デニス 2003-2005
- フアン・パブロ・カッファ 2005-2007, 2011-2013

- パブロ・モウチェ 2006-2007
- ホセ・ルイス・カルデロン 2007-2008
- フェリクス・レギサモン 2008-2012